# Francesc Martínez-Soria Ramos
Francesc Martínez-Soria Ramos, nascut Francesc d'Assís Martínez Ramos (Barcelona, 18 de juliol de 1934 - Tarragona, 7 de gener de 2023) fou un religiós català.
Fill de l'actor Paco Martínez Soria i de la seva dona, Consuelo Ramos Sánchez, tot i que el seu nom original era Francesc d'Assís Martínez Ramos, el seu pare va decidir canviar els cognoms pels de Martínez-Soria Ramos per tal que no es perdessin. Va tenir 3 germanes.
Martínez-Soria va començar a estudiar Farmàcia, però amb 21 anys va abandonar els estudis per ingressar al noviciat dels escolapis de Moià, i set anys després, el 22 de setembre de 1962, va ser ordenat prevere a Salamanca. Com a escolapi fou pare superior de l'Escola Pia Nostra Senyora del carrer de la Diputació de Barcelona, i posteriorment mestre a l'Escola Pia Santa Anna de Mataró, ciutat on fou conegut com a «padre Paco».
Un temps després, va decidir deixar de ser escolapi perquè cada vegada resava menys i considerava que havia anat perdent l'espiritualitat. Una visita al monestir de Poblet ho va canviar tot i llavors va voler esdevenir monjo. Així, l'any 1991, quan els seus pares ja havien mort, va vestir l'hàbit cistercenc, i tres anys després, el 8 de setembre de 1994, va fer la professió com a monjo cistercenc al Monestir de Poblet. Allà ha estat sagristà, responsable de la botiga de records, refetorer, hostatger, i, abans de jubilar-se, responsable de la bugaderia. En els darrers anys s'hostatjà a la infermeria del monestir de Poblet, a causa d'una malaltia. Va morir el dia 8 de gener del 2023 a l'Hospital Joan XXIII de Tarragona.